# CNR-Klasse V1
Die CNR-Klasse V1 war eine Diesellokomotive der Canadian National Railway (CNR), welche die Nummer 9000 trug. Sie gilt als erste Streckendiesellokomotive Nordamerikas und wurde vor Reisezügen eingesetzt. Während des Zweiten Weltkriegs wurde eine Hälfte der Lok im Panzerzug No. 1 eingesetzt.

## Geschichte
Die Doppellokomotive wurde gemeinsam von der CNR, der Canadian Locomotive Company (CLC), Westinghouse, Baldwin und der Commonwealth Steel Company entwickelt. CLC lieferte die Wagenkasten und übernahm die Endmontage. Die gegossenen Untergestelle stammten von Commonwealth, Westinghouse lieferte die elektrische Ausrüstung, Beardmore die Dieselmotoren. Die erste Sektion der Doppellokomotive wurde im November 1928 ausgeliefert, die zweite Sektion folgte im April 1929. Der Anstrich der Lokomotiven war schwarz mit goldener Beschriftung. Sie wurden bis August 1929 als Einzellokomotiven für Testfahrten und vor Reisezügen eingesetzt. Danach bildeten die beiden Sektionen die Doppellokomotive 9000. Auf einer Demonstrationsfahrt wurde sie vor dem doppelt geführten International Limited eingesetzt, der zwischen Montreal und Toronto verkehrte. Die Fahrt vor dem Zug mit acht Wagen erregte große Aufmerksamkeit und lockte viele Schaulustige an die Strecke.
Ab 1931 wurden die beiden Hälften der Lokomotive wieder einzeln eingesetzt und trugen nun auch unterschiedliche Nummern. Ab Oktober 1939 wurden die Lokomotiven hinterstellt.

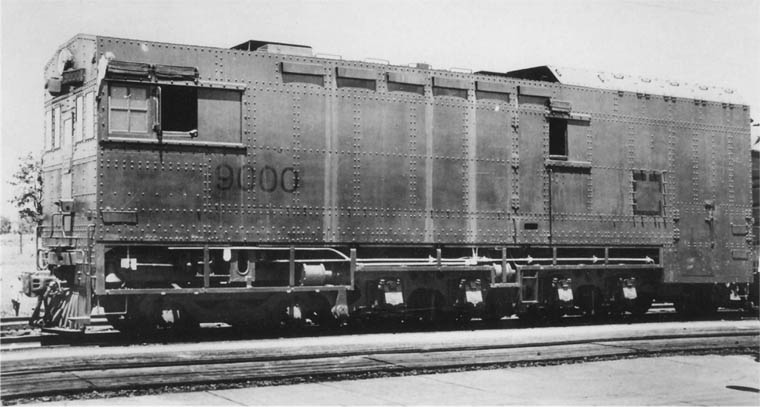
Als gedeckter Güterwagen getarnte Lokomotive 9000 mit Panzerung

Nachdem während des Zweiten Weltkriegs die Japanischen Streitkräfte im Juni 1942 die Aleuten besetzt hatten, erachtete Kanada den abgelegenen Abschnitt der CNR-Strecke entlang des Unterlaufs des Skeena River als bedroht. Die kanadische Armee ließ daraufhin auf dem 150 km langen Abschnitt zwischen Prince Rupert und Terrace einen aus sieben Wagen bestehenden Panzerzug patrouillieren, der ab September 1942 von der 9000 gezogen wurden, die im Mai 1942 in der Werkstatt Transcona in Winnipeg eine Panzerung erhalten hatte. Ihr Erscheinungsbild wurde so geändert, dass sie einem gedeckten Güterwagen glich und bei einem Luftangriff nicht als Lokomotive hätte erkannt werden sollen. Die ursprünglich als Reserve vorgesehene 9001 wurde nicht umgebaut, sondern als Ersatzteilspender für die 9000 verwendet. Der geheime Panzerzug verkehrte unregelmäßig vom Juli 1942 bis September 1943. Im April 1943 wurde bei der 9000 der Beardmore-Motor durch einen GM 567A ersetzt, der der Lokomotive eine etwas größere Leistung von 1350 bhp (1005 kW) gab. Weil das Ende des Panzerzug-Einsatzes bereits in Sicht war, wurde die 9000 nach dem Umbau nicht mehr in den Einsatz gesandt und ein Teil der Panzerung entfernt. Der Panzerzug wurde von der zuvor als Standby verwendeten ölgefeuerten 2’C-Lokomotive H-10-a/2 Nr. 1426 geführt, die sich jeweils in der Mitte des Zugs befand. Ende Dezember 1943 wurde die 9000 nach Montreal überführt und von dort aus eingesetzt. Im Januar 1945 wurden die verbleibenden Teile der Panzerung entfernt und die Lokomotive für Personenzüge im Raum New Brunswick eingesetzt. Im Mai 1946 wurden beide Lokomotiven ausgemustert und abgebrochen.

## Technik

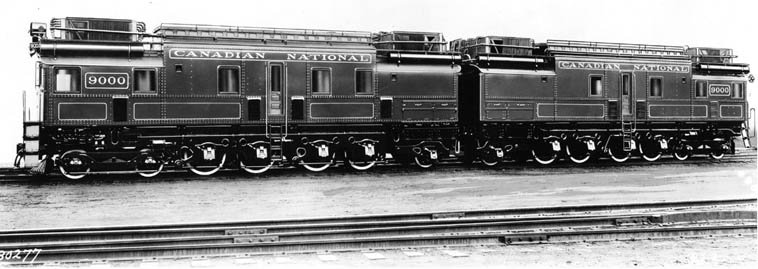
Doppellokomotive Nr. 9000 kurz nach Ablieferung

Die Doppellokomotive war bei Ablieferung die größte und stärkste Diesellokomotive der Welt. Sie war 28,7 m lang und wog 308 t. Jede Sektion bestand aus einem Fahrzeugrahmen mit vier fest gelagerten Triebachsen mit Tatzlagerantrieb. Ein vorlaufendes Drehgestell und eine nachlaufende Bisselachse verteilten das Gewicht der Lokomotive, wobei die Reibungsmasse ungefähr die Hälfte der gesamten Lokomotivmasse betrug. In jeder Sektion trieb ein 12-Zylinder-Viertaktmotor von Beardmore einen Gleichstromgenerator an, der die Fahrmotoren mit Strom versorgte.